# Rupt (affluent de la Meuse)
Pour les articles homonymes, voir Rupt (homonymie).
Le Rupt est une petite rivière française qui coule dans le département de la Meuse. C'est un affluent direct de la Meuse en rive droite. 
Il ne faut pas la confondre avec d'autres rivières de l'Est de la France, en particulier le Rupt, affluent de l'Allan dans le département du Doubs, ni avec l'impétueux affluent de la Moselotte qui arrose Basse-sur-le-Rupt dans les Vosges. 

## Étymologie
Le nom du cours d'eau est attesté sous la forme Ru en 1100.
Il s'agit du mot ru au sens de « ruisseau », souvent graphié tardivement rupt par fausse étymologie de clerc et qui explique les différents Rupt.

## Géographie
Le Rupt est un cours d'eau qui naît en Woëvre lorraine. Il prend sa source sur le territoire de la commune de Mouilly, à l'orée de la forêt des Éparges, à une quinzaine de kilomètres au sud-est de Verdun. Peu après sa naissance, il s'oriente vers le sud-ouest, direction qu'il maintient tout au long de son parcours de près de 13 kilomètres. Il conflue avec la Meuse en rive gauche, à Troyon. 

## Communes traversées
Le Rupt traverse les communes suivantes, d'amont en aval :
- Mouilly, Rupt-en-Woëvre, Ranzières, Ambly-sur-Meuse et Troyon, toutes situées dans le département de la Meuse.

## Hydrologie
Le Rupt est un cours d'eau abondant, issu des hauteurs boisées des Côtes de Meuse, région fort bien arrosée de Lorraine. Le module de la rivière au niveau de son confluent avec la Meuse vaut 0,81 m3/s, pour un bassin versant de 46,6 km2. La lame d'eau écoulée dans ce bassin est de 548 millimètres, ce qui est très élevé, largement supérieur à la moyenne de la France, tous bassins confondus, et même nettement supérieur à la moyenne du bassin français de la Meuse (Celle-ci affiche à Chooz, près de sa sortie du territoire français, une lame d'eau de 450 millimètres ). Le débit spécifique ou Qsp du Rupt atteint dès lors le chiffre très solide de 17,4 litres par seconde et par kilomètre carré de bassin versant.